# 黑水鳞毛蕨
黑水鳞毛蕨（学名：Dryopteris amurensis）为鳞毛蕨科鳞毛蕨属下的一个种。